# Rover (navire corsaire)
Pour les articles homonymes, voir Rover.

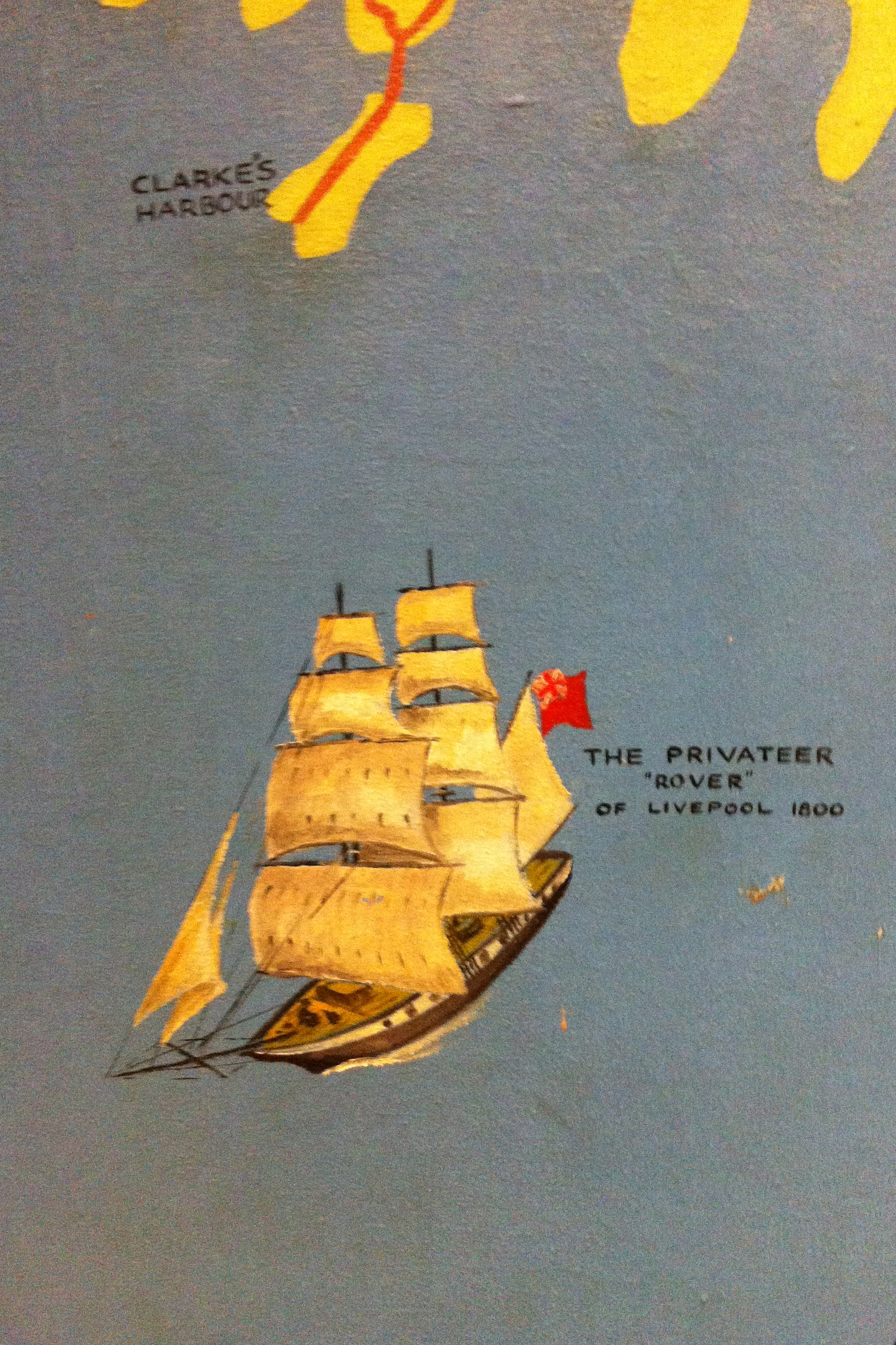
Rover Westin Hotel Halifax Nova Scotia - médaillon de murale d'une carte de la Nouvelle-Écosse

Le Rover était un navire corsaire construit en 1800 à Liverpool (Nouvelle-Écosse), commandé principalement par Alexander Godfrey.
Le Rover est devenu célèbre lorsqu'il captura le Santa Rita, vaisseau amiral espagnol et ses deux navires canonniers. Les 55 hommes d'équipage du Rover ont fait prisonniers les 125 hommes de ces trois navires sans subir de pertes. Cette éclatante victoire fit d'Alexander Godfrey un héros en Angleterre, qui lui offrit même en récompense son propre navire dans la Royal Navy.
Le Rover est vendu à un armateur d'Halifax en 1803, et utilisé pour le commerce. Il sera capturé et coulé dans les Caraïbes.